# Bilgram
Bilgram es un ciudad y municipio situado en el distrito de Hardoi en el estado de Uttar Pradesh (India). Su población es de 29768 habitantes (2011). Se encuentra a 16 km al sur de Hardoi.

## Demografía
Según el censo de 2011 la población de Bilgram era de 29768 habitantes, de los cuales 15767 eran hombres y 14004 eran mujeres. Bilgram tiene una tasa media de alfabetización del 69,99%, superior a la media estatal del 67,68%: la alfabetización masculina es del 75,19%, y la alfabetización femenina del 64,12%.